# Rzeź niewiniątek

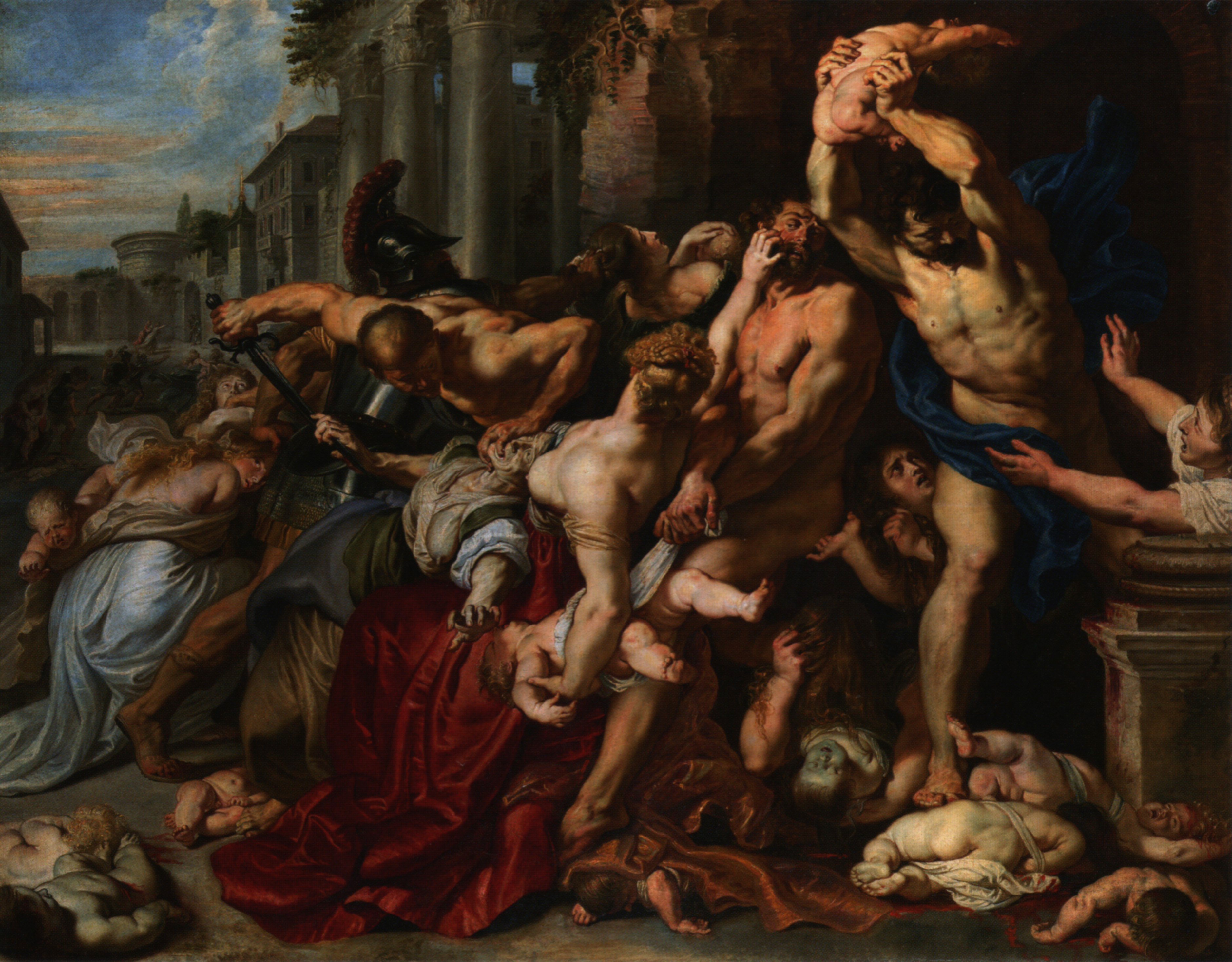
Rzeź niewiniątek autorstwa Rubensa.

Rzeź niewiniątek – termin określający historię opisaną w Ewangelii Mateusza – wymordowanie chłopców do lat dwóch z Betlejem i okolicy na polecenie Heroda Wielkiego. Ten ostatni, dowiedziawszy się o narodzinach w Betlejem nowego króla żydowskiego, chciał w ten sposób zabezpieczyć się przed ewentualnym konkurentem. Wobec milczenia pozostałych Ewangelii kanonicznych oraz Józefa Flawiusza część badaczy kwestionuje historyczność tego wydarzenia.

## Przekaz biblijny

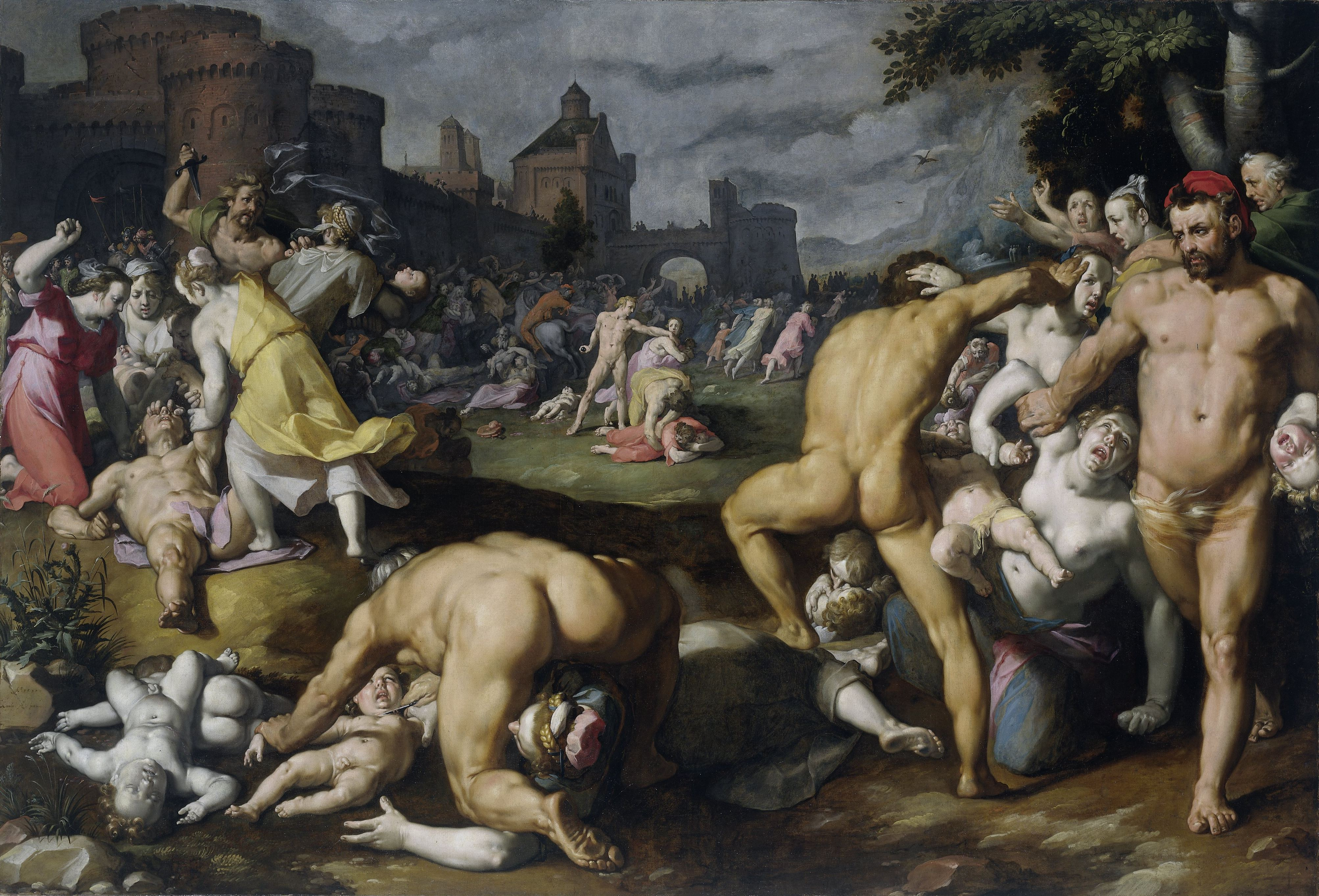
Rzeź niewiniątek na obrazie Cornelisa van Haarlema (1590)

Wśród czterech Ewangelii kanonicznych tylko Ewangelia według Mateusza opowiada o rzezi niewiniątek. Ewangelia według Marka oraz Ewangelia według Jana zaczynają swoją narrację dopiero od chrztu Jezusa Chrystusa w Jordanie, gdy miał ok. 30 lat. Mateusz pisał, że gdy Mędrcy ze Wschodu przybyli do Jerozolimy, zapytali Heroda Wielkiego, gdzie jest nowo narodzony król żydowski. Herod, zasięgnąwszy rady uczonych w Piśmie, skierował ich do Betlejem, mówiąc, by donieśli mu potem, aby i on mógł oddać pokłon. Mędrcy jednak inną drogą powrócili do swojej ziemi:
Wtedy Herod widząc, że go Mędrcy zawiedli, wpadł w straszny gniew. Posłał [oprawców] do Betlejem i całej okolicy i kazał pozabijać wszystkich chłopców w wieku do lat dwóch, stosownie do czasu, o którym się dowiedział od Mędrców. Wtedy spełniły się słowa proroka Jeremiasza: Krzyk usłyszano w Rama, płacz i jęk wielki. Rachel opłakuje swe dzieci i nie chce utulić się w żalu, bo ich już nie ma.

## Inne przekazy
Pierwsza pewna wzmianka autora niechrześcijańskiego o rzezi niewiniątek pochodzi od Makrobiusza (ok. 395–436), w swoich Saturnaliach pisał: Dowiedziawszy się, że pośród małych dzieci, które kazał w Syrii zamordować Herod, znalazł się też synek Heroda, robiąc aluzję do żydowskiego zwyczaju powstrzymywania się od wieprzowiny, powiedział August: Lepiej być wieprzem Heroda niż jego synem. Jako że ponury żart Augusta nie pojawia się u Mateusza i Józefa Flawiusza, wydaje się, że Makrobiusz czerpał informacje z innego źródła. Napisał on swoje dzieło po łacinie, ale August prawdopodobnie wypowiedział zdanie w grece ze względu na zachodzącą grę słów: „wolę być Heroda wieprzem (hus) niż Heroda synem (huios)”.
Niektórzy historycy uważają, że judaistyczny pseudoepigraf Wniebowzięcie Mojżesza, powstały na początku I wieku n.e., czyni aluzję do rzezi niewiniątek.

## Liczba zamordowanych
Mateusz nie przekazał liczby zamordowanych chłopców. Późniejsze przekazy starały się wyolbrzymić ich ilość – Hieronim ogólnikowo na wiele tysięcy (multa parvulorum milia), greckie synaksaria określają liczbę zamordowanych na 14 tysięcy, syryjskie przekazy – na 61 tysięcy, a martyrologium Usuarda – 144 tysiące.
Marie-Joseph Lagrange, francuski biblista, wysunął hipotezę, że zamordowanych chłopców było około dwudziestu, do czego skłania się literatura przedmiotu. Giuseppe Ricciotti szacował liczbę pomordowanych niemowląt na od 20 do 25. Daniel-Rops uważał, że nie mogło być ich więcej niż ok. trzydziestu pięciu. Największą liczbę wśród współczesnych historyków podawał Eugeniusz Dąbrowski, który szacował liczbę pomordowanych niemowląt na ok. 80 osób.

## Określenie i kult
Zamordowanych w rzezi niewiniątek nazywano początkowo chłopcami, małymi chłopcami (pueri, parvuli, infantes). Ambroży nazwał ich bimuli. Później większą popularnością zaczęły cieszyć się określenia Infantes i Innocentes; to ostatnie tłumaczono na język polski jako „Niewiniątka”. Jednak ten termin został wyparty przez nazwę „Młodziankowie”.
O kulcie pomordowanych pisali już Ireneusz i Cyprian z Kartaginy. Do kalendarzy liturgicznych Młodziankowie zostali wprowadzeni w V wieku. W Konstantynopolu czczono ich 19 grudnia, w Syrii 23 września, na Zachodzie 28 grudnia, a wśród Ormian – w poniedziałek po drugiej niedzieli po Zesłaniu Ducha Świętego. W kalendarzach mozarabskich pojawiała się też data 8 stycznia.

## W literaturze

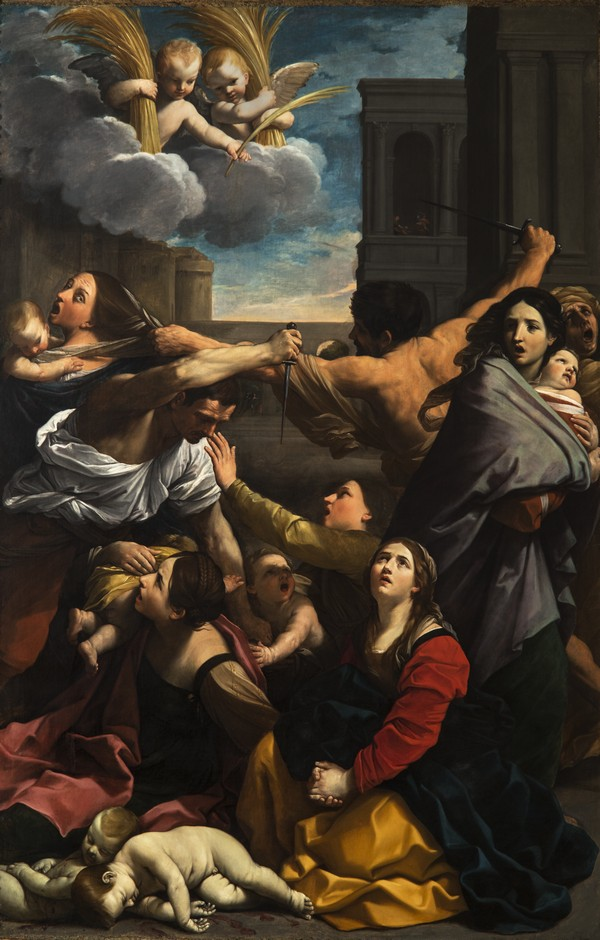
Rzeź niewiniątek autorstwa Guido Reni (1612)

Adam Mickiewicz w trzeciej części Dziadów do pomordowanych Młodzianków porównywał wileńską młodzież prześladowaną przez carskich oprawców.
Obraz Pietera Bruegla starszego przedstawiający to wydarzenie stał się inspiracją dla utworu Jacka Kaczmarskiego „Rzeź niewiniątek” z cyklu „Raj”.